# エンベラ自治県
エンベラ自治県（スペイン語: Comarca Emberá-Wounaan）は、パナマの自治県（コマルカ）。県都はウニオン・チョコ。

## 隣接行政区画
- クナ・ヤラ自治県
- チョコ県
- ダリエン県

## 下位行政区画
- セマコ郡（英語版）
- サンブ郡（英語版）

## 住民
- Emberá（エンベラ族）
- Waunana（ウーナン族、ウーナーン族）